# Mỹ Hòa, Ba Tri
Mỹ Hòa là một xã thuộc huyện Ba Tri, tỉnh Bến Tre, Việt Nam.

## Địa lý
Xã Mỹ Hòa có diện tích 29,32 km², dân số năm 2022 là 12.470 người, mật độ dân số đạt 425 người/km².

## Lịch sử
Ngày 16 tháng 4 năm 1985, Hội đồng Bộ trưởng ban hành Quyết định số 119-HĐBT về việc thành lập xã Mỹ Hòa trên cơ sở 4 ấp: Cầu Vĩ, Hòa Bình, Mỹ Hòa, Xóm Mới của xã Mỹ Chánh Hòa.
Ngày 18 tháng 10 năm 2000, Chính phủ ban hành Nghị định số 57/2000/NĐ-CP về việc thành lập xã Tân Mỹ trên cơ sở 1.064,58 ha diện tích tự nhiên và 2.675 nhân khẩu của xã Mỹ Hòa, 171,09 ha diện tích tự nhiên và 1.693 nhân khẩu của xã Tân Xuân.
Sau khi điều chỉnh địa giới hành chính, xã Mỹ Hòa có 1.696,43 ha diện tích tự nhiên và 5.793 nhân khẩu.
Ngày 24 tháng 10 năm 2024, Ủy ban Thường vụ Quốc hội ban hành Nghị quyết số 1237/NQ-UBTVQH15 về việc sắp xếp đơn vị hành chính cấp xã của tỉnh Bến Tre giai đoạn 2023 – 2025 (nghị quyết có hiệu lực từ ngày 1 tháng 12 năm 2024). Theo đó, sáp nhập toàn bộ 13,10 km² diện tích tự nhiên, quy mô dân số là 3.536 người của xã Tân Mỹ vào xã Mỹ Hòa.
Xã Mỹ Hòa có 29,32 km² diện tích tự nhiên và quy mô dân số là 12.470 người.